# Sanel Kuljić
Sanel Kuljić (* 10. Oktober 1977 in Salzburg) ist ein ehemaliger österreichischer Fußballspieler.

## Karriere
Seine Karriere begann Sanel Kuljić beim unterklassigen SV Grödig (1985 bis 1993), von wo er 1991 als Kooperationsspieler zur Jugend des SV Austria Salzburg wechselte. Dort schaffte er den Sprung in die Profimannschaft und feierte als Kaderspieler mit den Violetten in der Saison 1996/97 den Gewinn des österreichischen Meistertitels. Kuljić vermochte sich in der Mannschaft unter Trainer Heribert Weber jedoch nicht durchzusetzen und wurde an den Regionalligisten PSV Schwarz-Weiß Salzburg abgegeben. Obwohl eine mögliche große Karriere beendet schien, schaffte Kuljić über den Umweg der Regionalliga und der zweiten Liga, wo er bei Vereinen wie SV Pasching, BSV Bad Bleiberg und LASK Linz spielte, den Aufstieg zum Erstliga- und sogar österreichischen Nationalspieler.
Ab August 2003 spielte Sanel Kuljić bei der Sportvereinigung Ried und schaffte in der Saison 2004/05 mit dem Titelgewinn in der Ersten Liga den Aufstieg in die Bundesliga und wurde mit 34 Toren und somit neuem Liga-Rekord überragender Torschützenkönig. Dies waren die zweitmeisten Treffer, die von einem Spieler einer Profiliga weltweit in dieser Saison erzielt wurden.
Mit der Sportvereinigung Ried erreichte er in der Saison 2005/06 den vierten Rang in der Meisterschaft, wobei er gemeinsam mit Roland Linz (FK Austria Wien) mit je 15 Toren in 36 Meisterschaftspartien österreichischer Torschützenkönig wurde. Somit ist Sanel Kuljić der erste Spieler seit Walter Schachner (Saisonen 1977/78 beziehungsweise 1978/79), der in zwei aufeinander folgenden Jahren Torschützenkönig in der zweithöchsten und höchsten Spielklasse Österreichs werden konnte. So kam er bereits am 17. August 2005 beim 2:2-Remis gegen Schottland unter Teamchef Hans Krankl zu seinem Länderspieldebüt.
In der Saison 2006/07 spielte Sanel Kujić für den Schweizer Super-Ligisten FC Sion. In der Super League gelangen ihm bis März 2007 zwölf Tore. Die Hälfte davon schoss er bereits in den ersten drei Meisterschaftsrunden, in denen er jeweils einen „Doppelpack“ erzielte. In seiner Zeit als „Schweizer Legionär“ hatte er auch einen starken Auftritt im Nationalteam gegen die Schweiz, wo er beim 2:1-Sieg auch ein Tor köpfelte. Am 8. März 2007 kündigte der Salzburger seinen Vertrag aufgrund ausstehender Gehälter einseitig auf und befand sich seither auf Vereinssuche. Obwohl er nun mehrere Monate ohne Klub blieb, wurde er weiterhin von Josef Hickersberger in der Nationalmannschaft eingesetzt.
Im Juni 2007 konnte der Stürmer einen Vertrag bei der Wiener Austria unterzeichnen. Dort gelangen ihm als vereinsbester Torschütze elf Treffer in der Liga sowie fünf Tore im UEFA-Cup. Nach Abschluss der Saison entschied sich Kuljić im Sommer 2008 für einen Wechsel in die Erste Liga zum SC Magna Wiener Neustadt, was sein vorzeitiges Ausscheiden aus der österreichischen Nationalmannschaft nach 20 Länderspielen bedeutete. Den SC Magna Wiener Neustadt führte Sanel Kuljić als Mannschaftskapitän zum Meistertitel, dem vierten seiner Karriere, womit er in der Saison 2009/10 wieder in der Bundesliga spielte.
Seinem Engagement bei Magna lag ein Vertrag zugrunde, der sich bei 22 Pflichtspieleinsätzen pro Saison automatisch um ein weiteres Jahr verlängern sollte. Diese Klausel wurde ihm offenbar zum Verhängnis, denn obwohl ihm in 14 Einsätzen immerhin 8 Treffer gelangen, wurde ihm vom Verein mitgeteilt, dass er nicht mehr eingesetzt werde. Eine deutliche Gehaltsreduktion lehnte er im Dezember 2009 ab, schließlich wurde im Jänner 2010 der Vertrag einvernehmlich gelöst.
Mit der Vertragsauflösung gab Kuljić einen Wechsel zu Neuchâtel Xamax in die Schweizer Axpo Super League bekannt. Er unterschrieb einen Vertrag bis Juni 2011. Nach einem Jahr in Neuchâtel wechselte Kuljić zum griechischen Erstligisten AE Larisa.
2012 wechselte er zum Zweitligisten Kapfenberger SV.
Am 7. Juli 2017 schloss er sich dem niederösterreichischen Achtligisten ASV Baden an. Nach fünf Einsätzen und einem Tor wechselte er im Jänner 2018 zum Wiener Siebtligist SU BWH Lok Janecka Hörndlwald (nunmehr Sportunion Schönbrunn).

## Titel und Erfolge

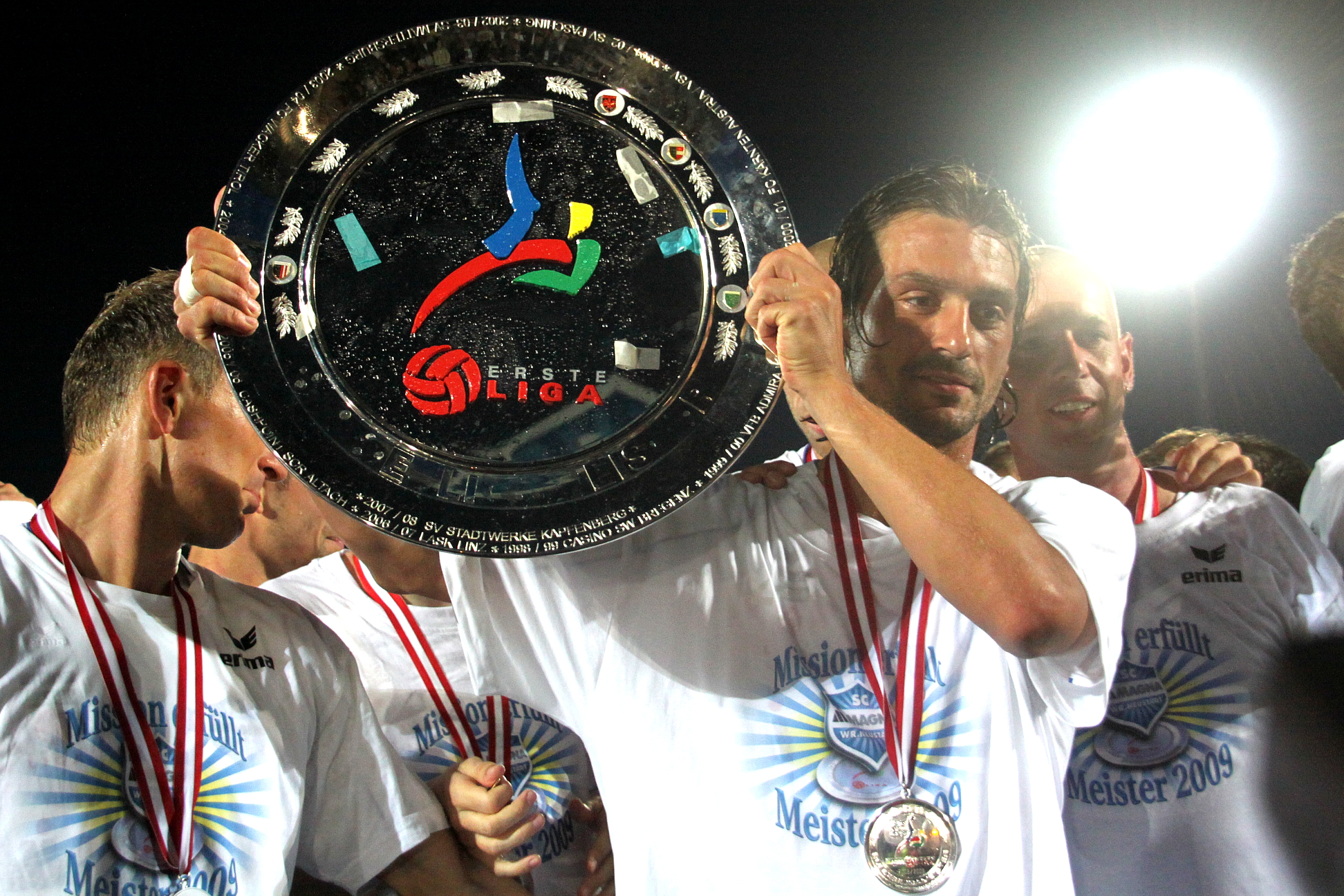
Sanel Kuljić mit dem Meisterteller 2008/09 als Kapitän des SC Magna Wiener Neustadt

- 1× Österreichischer Torschützenkönig: 2005/06
- 1× Österreichischer Meister:
  - 1996/97 (Austria Salzburg)
- 3× Meister Erste Liga:
  - 2001/02 (SV Pasching)
  - 2004/05 (SV Ried)
  - 2008/09 (SC Magna Wiener Neustadt)
- 1× Bester Torschütze der Ersten Liga: 2004/05
- 20 Spiele und 3 Tore für die österreichische Nationalmannschaft

## Privates
Sanel Kuljić, dessen Eltern aus Bosnien-Herzegowina stammen, verbrachte seine Kindheit in Salzburg und Grödig. Er besuchte die Handelsschule, ist geschieden und Vater von drei Kindern – zwei davon aus erster Ehe.

## Straftaten und Haftstrafen
Im November 2013 wurde Sanel Kuljić im Rahmen eines großen Fußballwettskandals festgenommen. Zusammen mit Dominique Taboga, Thomas Zündel und sieben weiteren Beschuldigten hatte er 18 Spiele manipuliert. Das Landesgericht für Strafsachen Graz sah Kuljić als Haupttäter an und verurteilte ihn im Oktober 2014 wegen schweren Betrugs, Erpressung und Nötigung zu fünf Jahren Haft. Im März 2017 wurde er wegen guter Führung vorzeitig entlassen.
Im September 2019 wurde Kuljić erneut festgenommen, diesmal wegen Handels mit Kokain. Am 5. Dezember 2019 wurde er wegen Suchtgifthandels zu einem Jahr unbedingter Freiheitsstrafe verurteilt.